# ادموند انوکا
ادموند انوکا (انگلیسی: Edmond Enoka؛ زادهٔ ۱۷ دسامبر ۱۹۵۵) بازیکن فوتبال اهل کامرون بود.
وی همچنین در تیم ملی فوتبال کامرون بازی کرده‌است.